# Fleggburgh
Fleggburgh, también conocida como Burgh St. Margaret, es una pueblo y un parroquia civil del distrito de Great Yarmouth, en el condado de Norfolk (Inglaterra). Está formada por los pueblos de Billockby, Fleggburgh y Clippesby.

## Demografía
Según el censo de 2001, Fleggburgh tenía 909 habitantes (442 varones y 467 mujeres). 139 de ellos (15,29%) eran menores de 16 años, 705 (77,56%) tenían entre 16 y 74, y 65 (7,15%) eran mayores de 74. La media de edad era de 42,57 años. De los 770 habitantes de 16 o más años, 173 (22,47%) estaban solteros, 476 (61,82%) casados, y 121 (15,71%) divorciados o viudos. 466 habitantes eran económicamente activos, 449 de ellos (96,35%) empleados y 17 (3,65%) desempleados. Había 9 hogares sin ocupar, 397 con residentes y 5 eran alojamientos vacacionales o segundas residencias.